# Bulbophyllum tricornoides
Bulbophyllum tricornoides es una especie de orquídea epifita originaria de Asia.  

## Descripción
Es una  orquídea de tamaño mediano, de crecimiento cálido con hábitos de epífita  con una separación de  2 a 4 cm  entre cada pseudobulbo cónico que surge en un rizoma leñoso y que lleva una sola hoja, apical,  verde claro por encima, verde oscuro por debajo, hoja pecioladas con una vena media. Florece en el invierno en una inflorescencia colgante, de 8 a 9 cm  de largo densamente cubierta con muchas flores con 3 brácteas.

## Distribución y hábitat
Se encuentra en Tailandia y se produce alrededor de 1200 a 1290 metros de altitud. 

## Taxonomía
Bulbophyllum tricornoides fue descrita por Gunnar Seidenfaden   y publicado en Dansk Botanisk Arkiv 33: 119. 1979.
Etimología
Bulbophyllum: nombre genérico que se refiere a la forma de las hojas que es bulbosa.
tricornoides: epíteto latino que significa "semejante a tres cuernos".